# Ottomar Elliger II

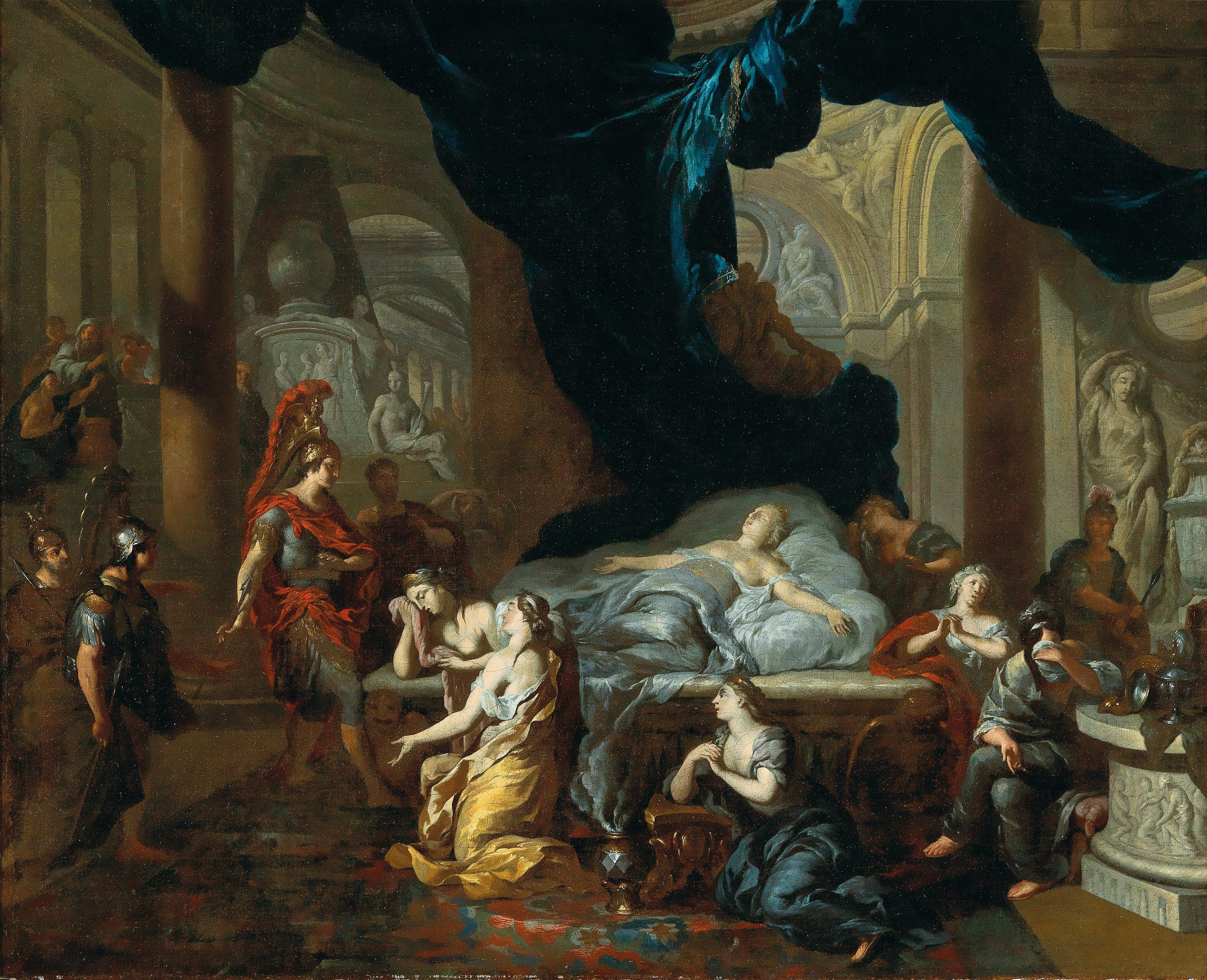
De dood van Cleopatra (Ottomar Elliger (II))

Ottomar Elliger (II) (Hamburg, 19 februari 1666 – Amsterdam, 20 november 1732) was een Noord-Nederlandse schilder, tekenaar en kopergraveur van Duitse afkomst. Hij was actief als hofschilder, decoratieschilder en vervaardiger van historiestukken, allegorieën en geografische illustraties.
Elliger was de zoon van Ottomar Elliger I (1633–1679). Na een eerste scholing door zijn vader verhuisde hij na diens overlijden op dertienjarige leeftijd naar Amsterdam, waar hij in de leer ging bij Michiel van Musscher en daarna bij Gerard de Lairesse. Vanaf 1686 werkte Elliger samen met Gerard de Lairesse aan decoratieprojecten.
Vanaf 1692 was Elliger actief in Amsterdam als zelfstandig schilder en kopergraveur. In 1716 werd hij hofschilder aan het keurvorstelijk hof van Lothar Franz von Schönborn in Mainz, waar hij onder andere werkte aan allegorische en mythologische voorstellingen. Hij werkte er mogelijk ook voor diens verwant Franz Georg von Schönborn. In 1717 keerde hij terug naar Amsterdam, waar hij tot zijn dood werkzaam bleef. 
Elliger was leermeester van Abraham de Lairesse (II) en van zijn kleindochter Christina Maria Elliger. 
Zijn zoons Antoni en Ottomar III werden eveneens kunstschilder.
In 1732 woonde hij in bij zijn zoon Antoni. Hij overleed op 20 november van dat jaar in Amsterdam, en werd begraven op het Heiligewegs- en Leidsche Kerkhof.
- Biblioteca Nacional de España: XX1545178
- Bibliothèque nationale de France: cb15376526b (data)
- Biografisch Portaal: 64515793
- Digitale Bibliotheek voor de Nederlandse Letteren: elli007
- Stuttgart Database of Scientific Illustrators 1450–1950: 6676
- Gemeinsame Normdatei: 129108693
- International Standard Name Identifier: 0000 0001 1560 8949
- Nationale Bibliotheek van Tsjechië: mzk2009528492
- Nederlandse Thesaurus van Auteursnamen: 098775073
- RKD-Nederlands Instituut voor Kunstgeschiedenis: 26011
- LIBRIS: 210700
- SNAC: w6cd36dc
- Système universitaire de documentation: 121979350
- Union List of Artist Names: 500010590
- Virtual International Authority File: 15839543
- WorldCat: E39PBJkxH6gbVpyH6hDFJxmfMP